# Bahnička drobná
Bahnička drobná (Eleocharis parvula) je jednoděložná rostlina z rodu bahnička, jejímž přirozeným prostředím jsou bahnité biotopy. Roste na mělčinách stojatých či pomalu tekoucích vod a na obnažených dnech rybníků.
Tato bahnička je oblíbená akvaristická rostlina, jelikož dokáže vytvářet v přední části akvária husté porosty.

## Výskyt
Roste v Severní a Střední Americe, v Asii i v Evropě.

## Popis
Je to vytrvalá rostlina s lodyhami vysokými do 10 cm vyrůstající z hlíz ve tvaru písmene J koňské podkovy, což napomáhá k její identifiíkaci.
Květenství je oválné, jen 2 až 3 mm dlouhé a složené z několika drobných květů.

## Vědecká synonyma
- Chaetocyperus membranacea Buckl.
- Eleocharis coloradoensis (Britt.) Gilly
- Eleocharis leptos (Steud.) Svens.
- Eleocharis leptos var. coloradoensis (Britt.) Svens.
- Eleocharis leptos var. johnstonii Svens.
- Eleocharis membranacea (Buckl.) Gilly
- Eleocharis parvula var. anachaeta (Britt.) Svens.
- Eleocharis parvula var. coloradoensis (Britt.) Beetle
- Scirpus nanus Spreng.
- Scirpus nanus var. anachaetus (Torr.) Britt.